# Shane Duffy
Shane Duffy, né le 1er janvier 1992 à Derry (Irlande du Nord), est un footballeur international irlandais qui évolue au poste de défenseur au Norwich City.

## Biographie

### En club
Le 2 décembre 2009, Shane Duffy joue ses premières minutes au niveau professionnel lors d'un match de Ligue Europa face à l'AEK Athènes FC. Il est ensuite titulaire deux semaines plus tard lors d'un autre match de Ligue Europa face au FC BATE Borissov.
Le 24 mars 2011, Duffy est prêté pour un mois au Burnley FC. Ce prêt est ensuite prolongé jusqu'à la fin de la saison. Il ne prend part qu'à une rencontre de championnat avec les Clarets en un mois et demi de compétition.
Le 1er septembre 2011, le défenseur est prêté à Scunthorpe United. Il est nommé homme du match lors de sa première apparition sous le maillot du club de troisième division anglaise. Il dispute 19 matchs toutes compétitions confondues avec Scunthorpe avant d'être rappelé par Everton début janvier 2012 pour pallier la blessure de Phil Jagielka. 
De retour chez les Toffees, Duffy prend part à son premier match de Premier League contre Tottenham le 11 janvier 2012 en entrant pour la dernière demi-heure de jeu (défaite 2-0). Trois jours plus tard, il est titularisé pour la première fois en championnat face à Aston Villa (1-1), les titulaires habituels en défense centrale - Phil Jagielka et Sylvain Distin - étant blessés. La saison suivante est plus compliquée pour Shane Duffy qui ne prend part qu'à trois rencontres toutes compétitions confondues.
Le 26 septembre 2013, il est prêté pour un mois à Yeovil Town, qui évolue en deuxième division anglaise. Ce prêt est plusieurs fois prolongé pour finalement prendre fin à l'issue de la saison. Duffy dispute 39 rencontres toutes compétitions confondues avec Yeovil Town avant de réintégrer l'effectif d'Everton courant juin 2014.
Il s'engage par la suite aux Blackburn Rovers, avec lesquels il dispute 69 matchs (7 buts) toutes compétitions confondues.
Le 26 août 2016, Duffy s'engage pour quatre ans avec Brighton & Hove.
Le 2 septembre 2020, Duffy est prêté pour une saison au Celtic FC.
Le 10 juin 2023, il rejoint Norwich City.

### En sélection
Shane Duffy porte les couleurs de l'Irlande du Nord jusqu'à la sélection espoirs. En juin 2009, il est âgé de 17 ans quand il est sélectionné pour la première fois en A mais reste sur le banc durant toute la rencontre.
Né en Irlande du Nord, Duffy opte pour la sélection irlandaise quelques mois plus tard grâce aux origines de son père. Début 2011, il porte pour la première fois les couleurs de l'Irlande espoirs. Plusieurs fois sélectionné en équipe d'Irlande A depuis 2012 sans entrer en jeu, Shane Duffy honore sa première sélection en étant titularisé face au Costa Rica le 6 juin 2014 (1-1).
Le 2 septembre 2017, il inscrit son premier but en sélection face à la Géorgie en éliminatoires de la Coupe du monde 2018 (1-1).

## Palmarès
- Coupe d'Écosse : 2020

### Distinctions personnelles
- Trophée FAI du meilleur joueur irlandais de l'année en 2017 et 2018.